# Escut de Sant Andreu Salou
L'escut oficial de Sant Andreu Salou té el següent blasonament:
Escut caironat: d'atzur, un sautor abscís –o creu de Sant Andreu– esbrancat d'argent. Per timbre una corona mural de poble.

## Història
Va ser aprovat el 14 de juny de 1988 i publicat al DOGC l'11 de juliol del mateix any amb el número 1016.
El sautor, o creu de Sant Andreu, és el símbol del patró del poble.